# Jackie Hoffman
Jackie Hoffman est une actrice américaine née le 29 novembre 1960 à New York.

## Filmographie

### Cinéma
- 1992 : Mo'Money : Jill
- 1992 : Becky and the Can : Jackie (court-métrage)
- 1994 : A Pig's Tale : Cora
- 2001 : La Tentation de Jessica : Joan
- 2001 : L'Ascenseur : Niveau 2 : Journaliste #3
- 2003 : La blonde contre-attaque : La réceptionniste du spa pour chiens
- 2004 : A Dirty Shame : Dora
- 2004 : Garden State : Tante Sylvia Largeman
- 2006 : Queer Duck: The Movie : Lola Buzzard (voix)
- 2008 : The Entrepreneurs : Janet
- 2009 : How to Seduce Difficult Women : L'éditrice
- 2010 : The Extra Man : La femme excessive
- 2011 : Baby-sitter malgré lui : Madame Sapperstein
- 2013 : Sidetracked : Jackie Kirschner (court-métrage)
- 2014 : Are You Joking? : Emcee
- 2014 : Ruth et Alex : La femme 'eh'
- 2014 : Birdman : Mary (la femme au balcon)
- 2015 : Decay : La voisine
- 2019 : The Social Ones : Amanda
- 2019 : Who Knows? : la spécialiste #3 (court-métrage)
- 2020 : Shiva Baby : Susan
- 2022 : Glass Onion : Une histoire à couteaux tirés de Rian Johnson : Ma Cody
- 2023 : A Good Person de Zach Braff : Belinda

### Télévision
- 1993 : Flying Blind : La vendeuse (1 épisode)
- 1995 : Un vendredi de folie : Coach Tyser (téléfilm)
- 1998 : Soul Man : Rope Hoffman (1 épisode)
- 1998-2001 : Les Tifoudoux : Madame Crane (14 épisodes)
- 1999-2000 : Dilbert : Dilmom (30 épisodes)
- 2000 : Strangers with Candy : Miss Plog (1 épisode)
- 2001 : Ed : La mère aux cookies #2 (1 épisode)
- 2002 : Private Eye Princess : La belle-sœur (court-métrage)
- 2004 : Larry et son nombril : Rhonda (1 épisode)
- 2004 : La Star de la famille : Bobbi (1 épisode)
- 2005 : Starved : La cheffe du groupe (5 épisodes)
- 2006 : The Jeff Garlin Program : Joanne LaFontaine (téléfilm)
- 2007 : As the World Turns : Miranda (1 épisode)
- 2008 : The Battery's Down : La directrice de casting (3 épisodes)
- 2009 : Jack in a Box : Ricki (1 épisode)
- 2009 : 30 Rock : Rochelle Gaulke (1 épisode)
- 2009 : On ne vit qu'une fois : Eunice Burns (5 épisodes)
- 2010 : Science Digest : Rhoda Hartleib (1 épisode)
- 2010-2011 : Billy Green : La mère (8 épisodes)
- 2011 : The RAs : Madame Templeton (1 épisode)
- 2012 : Raising Hope : Sylvia Barnes (1 épisode)
- 2012 : Submissions Only : L'auditionnée #2 (1 épisode)
- 2012 : Melissa and Joey : Betty Mueller (1 épisode)
- 2012-2013 : The New Normal : Frances (4 épisodes)
- 2013 : Inside Amy Schumer : La voyante (1 épisode)
- 2013 : The Good Wife : Juge Maria Felletti (1 épisode)
- 2013 : High School USA! : Tamar (2 épisodes)
- 2014 : The Michael J. Fox Show : La coordinatrice du défilé (1 épisode)
- 2015 : Girls : Shanaz Mensusen (1 épisode)
- 2015-2017 : Difficult People : Rucchel Epstein (3 épisodes)
- 2016 : Elementary : L'activiste (1 épisode)
- 2016 : Gilmore Girls : Une nouvelle année : Esther (2 épisodes)
- 2017 : Feud : Mamacita (8 épisodes)
- 2019 : The Other Two : Lorraine (1 épisode)
- 2019-2020 : The Politician : Sherry Dougal (6 épisodes)
- 2021 : The Bite : Duchesse Pavlona (2 épisodes)
- depuis 2021 : Only Murders in the Building : Uma Heller (10 épisodes)
- 2022 : Search Party : Velma (1 épisode)
- 2022 : Untold Genius : Barbera Finch (1 épisode)
- 2022 : Mme Maisel, femme fabuleuse : Gitta (3 épisodes)
- 2023 : Grease: Rise of the Pink Ladies
- 2024 : Batman, le justicier masqué : Greta (voix originale - 1 épisode)

## Théâtre
- 1995 : One Woman Shoe
- 1997 : Incident at Cobbler's Knob
- 2000 : Straight Jacket
- 2001 : The Book of Liz
- 2002-2004 : Hairspray
- 2006 : The Sisters Rosensweig
- 2006-2007 : Regrets Only
- 2007-2008 : Xanadu
- 2009-2011 : La Famille Addams
- 2012 : Chicago
- 2014-2015 : On the Town
- 2015-2016 : Once Upon a Mattress
- 2017-2018 : Charlie et la Chocolaterie
- 2018-2020 : Un violon sur le toit
- 2021 : Fairycakes